# Leo Heinrich Bönickhausen
Leo Heinrich Bönickhausen (* vor 1655, † nach 1705) war zu Ende des 17. Jahrhunderts Lehrer und Sakristan in Aremberg (Landkreis Ahrweiler) und Marmagen (Kreis Euskirchen) in der Eifel und gilt in den wichtigsten Biographien und dem bisherigen genealogischen Wissensstand zufolge als Stammvater von Alexandre Gustave Eiffel, dem französischen Ingenieur und Eiffelturm-Erbauer.

## Leben

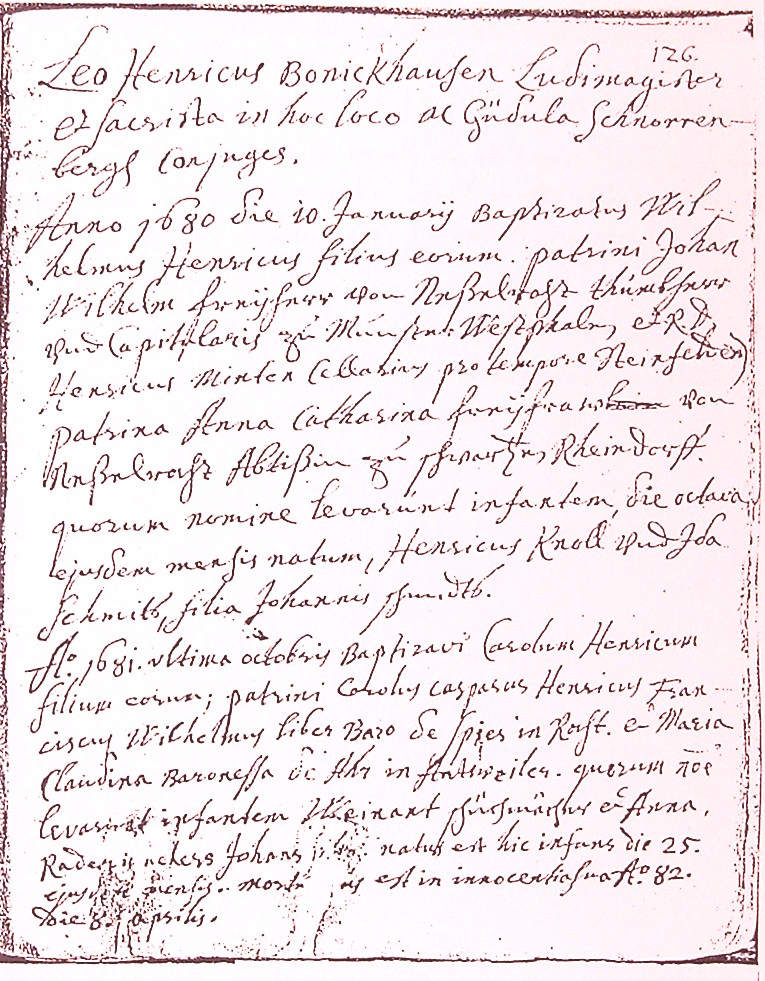
Taufeintrag von Wilhelm Heinrich Bönickhausen im Kirchenbuch Marmagen 1680

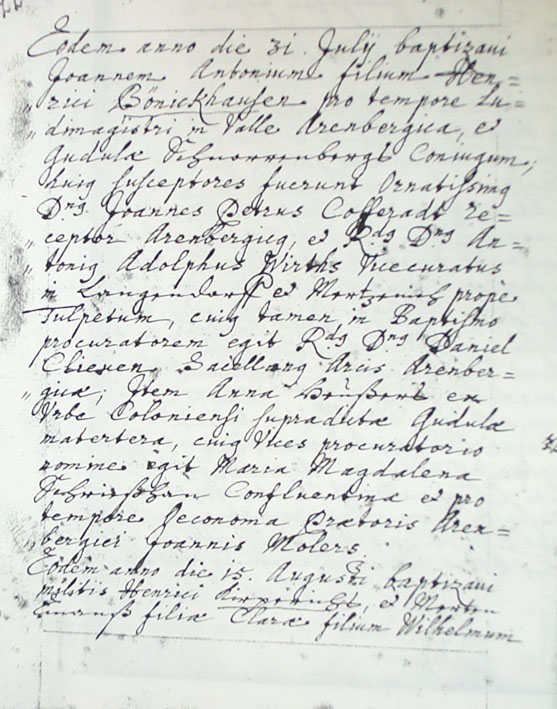
Taufeintrag von Johann Anton Bönickhausen im Kirchenbuch Aremberg 1673

Leo Heinrich Bönickhausen ist von 1673 bis 1705 in der Eifel als Lehrer und Sakristan nachweisbar. Er war verheiratet mit Gudula Schnorrenberg. Die Herkunft des Paares konnte noch nicht geklärt werden. Der Name Bönickhausen oder Bönninghausen tritt im 17. Jahrhundert in Westfalen auf, wo auch ein Ort und ein Adelssitz gleichen Namens zu finden sind. Von dem Paar sind sechs Kinder bekannt:
In Aremberg, wo Leo Heinrich Bönickhausen laut Kirchenbucheintrag „pro tempore ludimagister in valle Arenbergica“ (= derzeit Lehrer im Dorf Arenberg) war, wurde am 31. Juli 1673 ein Sohn Johannes Antonius getauft. Das Kirchenbuch nennt hochrangige Paten, dazu eine Tante der Kindesmutter aus der Stadt Köln.
Spätestens 1680 trat Stammvater Leo Heinrich Bönickhausen die Stelle eines Lehrers und Sakristans in Marmagen an. Sein Dienstherr war der Steinfelder Konventuale und Cellerar, Johannes Liessem, der 1679 Pfarrer von Marmagen wurde. Die amtliche Kirchenrechnung dieser Zeit, die der Marmagener Pfarrer dem Steinfelder Abt vorlegen musste, weist für den „ludimagister“ (= Schulmeister) ein regelmäßiges Salär, Ausgaben für den Schulunterricht und kirchenmusikalische Aktivitäten aus.
Am 10. Januar 1680 wird in Marmagen der Sohn Wilhelm Heinrich Bönickhausen getauft. Auch hier führt das Kirchenbuch hochrangige Paten auf: Johann Wilhelm Freiherr von Nesselrode, Burgherr und Capitular in Münster und Anna Catharina Freifrau von Nesselrode, die langjährige Äbtissin des Klosters Schwarzrheindorf bei Bonn.
Danach werden weitere vier Kinder in Marmagen getauft, die das frühe Kindesalter nicht überlebten.
1683 verstirbt in Marmagen die Mutter des Schulmeisters, im Kirchenbuch vermerkt als „Elisabeth, ludimagistri nostri Henrici Bönickhausen mater“ (= Elisabeth, unseres Schulmeisters Henricus Bönickhausen Mutter).
Bis ca. 1695 ist Leo Heinrich Bönickhausen in Marmagener Kirchendokumenten nachweisbar. Nach dem Tode des Pfarrers Johannes Ließem und dem Antritt eines neuen Pfarrherren verliert sich seine Spur in Marmagen.

## Nachkommen
Der in Aremberg geborene Sohn des Leo Heinrich Bönickhausen, Johannes Antonius, heiratete am 12. Juli 1704 in Großbüllesheim die dort ansässige Cunigundis Schönen. Das Paar lässt in der Folge sieben Kinder taufen.
- Leo Heinrich, geb. am 8. April 1705. Das Kirchenbuch Großbüllesheim nennt als Pate „Leo Heinrich Bönickhausen ex Marmagen“, den Großvater des Kindes.
- Wilhelm Heinrich Bönickhausen, geb. am 1. September 1707. Pate ist laut Kirchenbuch u. a. „Wilhelmi Henner Bönickhausen“, also der in Marmagen geborene Bruder des Kindesvaters, Wilhelm Heinrich.
- Joannes Reinerus, geb. am 31. Dezember 1710, mit Paten aus dem Großbüllesheimer Umfeld und vier weitere Kinder, – Joannes Conradus, ~4. Februar 1714; – Anna Maria, ~26. August 1715; – Anna Sophia, ~21. Dezember 1718; – Michael, ~24. Februar 1721.

Wilhelm Heinrich Bönickhausen ist also in zwei Kirchenbucheinträgen nachweisbar: Der bereits erwähnte Taufeintrag von 1680 im Marmagener Kirchenbuch und der Pateneintrag am 1. September 1707 im Kirchenbuch von Großbüllesheim.

## Verbindung zur Familie Gustave Eiffel
Nach einer durch die Gustave Eiffel-Biographen weit verbreiteten, aber unbewiesenen Behauptung soll Wilhelm Heinrich Bönickhausen um 1710 nach Frankreich ausgewandert sein. Er habe dort die Taufnamen Wilhelm und Heinrich abgelegt, den Namen Jean René angenommen und seinem Nachnamen Bönickhausen den Zusatz „Eiffel“ hinzugefügt.
Diese Erklärung zielt auf den in der Eiffel-Biographie des französischen Schriftstellers François Poncetton genannten Eiffel-Vorfahren Jean René Bönickhausen, der am 30. April 1711 im Haus des Herzogs von Gramont in der rue Neuve Saint-Augustin in der Pfarrei St-Roch in Paris, Marie Lideriz heiratete und als Angestellter der Ferme générale am 7. Januar 1734 im Alter von 75 Jahren in Saint-Valery-sur-Somme in der Picardie verstarb. In dessen Sterbeeintrag findet sich der Namenszusatz „dit Eiffel“ („genannt Eiffel“). Rückgerechnet aus der Altersangabe im Sterbeeintrag könnte dieser um 1658/59 an einem unbekannten Ort geboren sein.
Ein Nachweis der Identität von Wilhelm Heinrich Bönickhausen aus Marmagen und Jean René Bönickhausen-Eiffel steht noch aus. Andererseits sind Leo Heinrich Bönickhausen und seine Nachkommen die einzigen bis heute in der Eifel nachgewiesenen Träger dieses Namens, so dass eine Verwandtschaft mit der französischen Linie Bönickhausen auch nicht ausgeschlossen werden kann. Insbesondere könnte angesichts der lückenhaft überlieferten Taufregister der Lehrer einen weiteren Sohn Johann Reiner gehabt haben.
Die väterlichen Vorfahren des Eiffelturm-Erbauers trugen den Doppelnamen „Bonickhausen-Eiffel“ bzw. „Bonickhausen dit Eiffel“. Die Stammfolge führt über Jean Pierre Henry Bonickhausen dit Eiffel (1715–1765) und dessen einzigen Sohn Alexandre Bonickhausen dit Eiffel (1757–1806) auf François Alexandre Bonickhausen dit Eiffel (* 29. Januar 1795 in Paris, † 15. September 1879 in Paris), den Vater von Alexandre Gustave Eiffel (* 15. Dezember 1832 in Dijon; † 27. Dezember 1923 in Paris). Auch in der Geburtsurkunde von Alexandre Gustave Eiffel ist „Bonickhausen dit Eiffel“ eingetragen. Am Rande der Urkunde befindet sich aber der Vermerk, dass per Richterspruch des erstinstanzlichen Gerichts von Dijon vom 15. Dezember 1880 verfügt wurde, den Namen „Eiffel“ an die Stelle von „Bonickhausen dit Eiffel“ zu setzen. Die Namensverkürzung hatte er am 30. Oktober 1878 beim Justizministerium beantragt und ausführlich damit begründet, dass ihm der deutsch klingende Name geschäftliche Nachteile bringe.

## Ungedruckte Quellen
- Kath. Pfarre St. Nikolaus Aremberg, Kirchenbücher, im Bistumsarchiv Trier
- Kath. Pfarre St. Laurentius Marmagen, Taufen Heiraten Sterbefälle 1635–1698, im Pfarrarchiv Marmagen
- Kath. Pfarre St. Michael Großbüllesheim, Taufen Heiraten Sterbefälle 1681–1798, im Personenstandsarchiv Brühl